# S Cephei
S Cephei (S Cep / HD 206362 / HIP 106583) es una estrella variable en la constelación de Cefeo. Se encuentra a una distancia aproximada de 1610 años luz del sistema solar.
S Cephei es una estrella de carbono de tipo espectral CV6 con una temperatura superficial de sólo 2240 K.
En las estrellas de carbono como TX Piscium o R Leporis, a diferencia del resto de las estrellas, el contenido de carbono supera al de oxígeno; en S Cephei la relación C/O es de 1,4.
Experimentan además una significativa pérdida de masa estelar, siendo en el caso de S Cephei de 2,9 × 10-6 masas solares por año.
Su luminosidad bolométrica —considerando todas las longitudes de onda— es 11 500 veces superior a la luminosidad solar.
Mediante interferometría se ha medido su diámetro angular, el cual, una vez considerado el oscurecimiento de limbo, es de 14,29 ± 2,28 milisegundos de arco.; ello permite evaluar su diámetro real, resultando ser éste 760 veces más grande que el diámetro solar. Esta cifra, al depender de la distancia y dada su incertidumbre es sólo aproximada.
Catalogada como variable Mira, el brillo de S Cephei varía entre magnitud aparente +7,4 y +12,9 a lo largo de un período de 486,84 días.